# 바리톤 색소폰

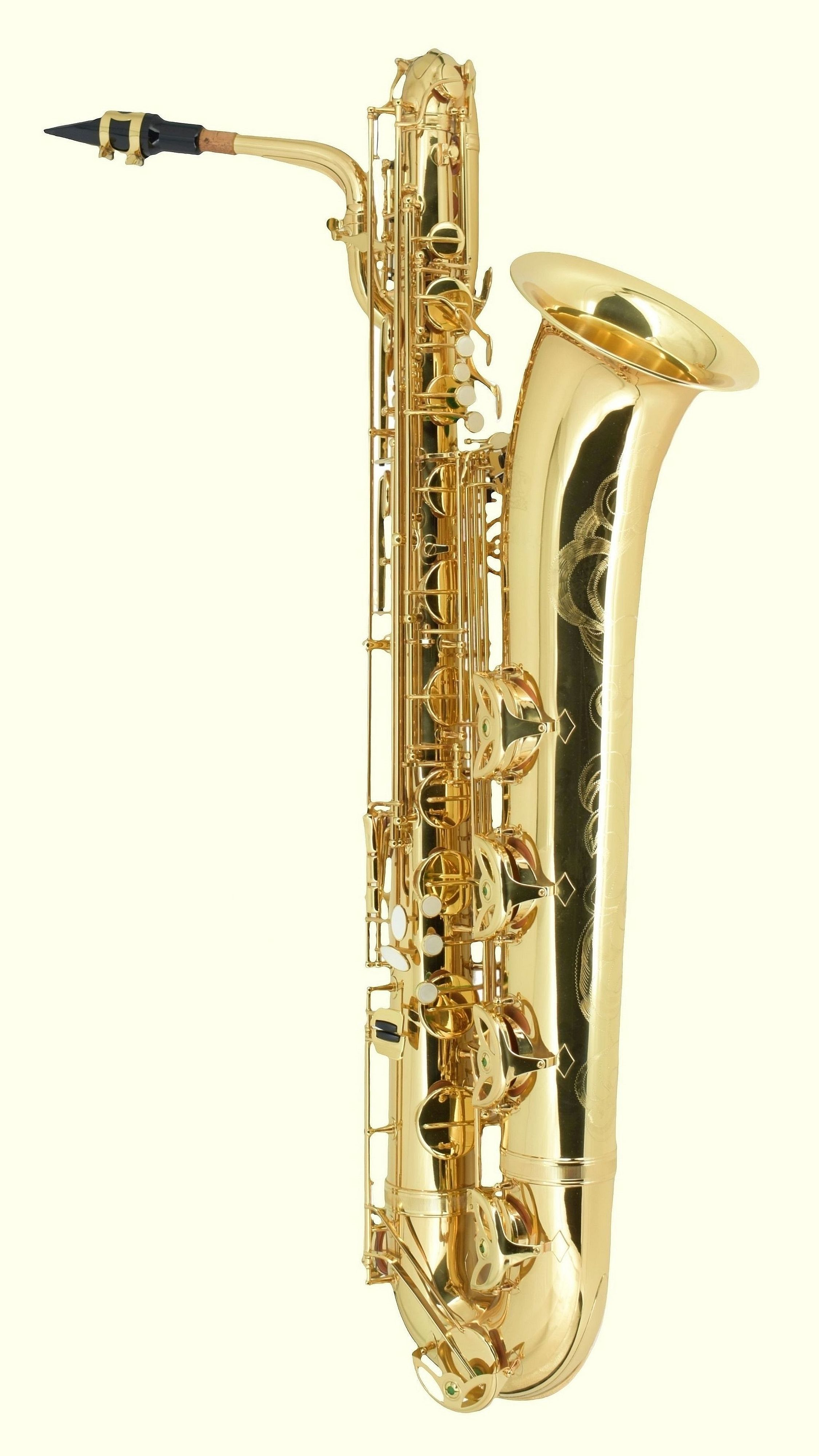
바리톤 색소폰

바리톤 색소폰(Baritone saxophone)은 낮은 음역대부터 높은 음역대를 두루 연주하는 색소폰이고 목관악기이며 1846년에 발명되었다. 특히 남성의 중간 음역대 표현력이 가장 두드러진 색소폰 악기이다.
크기가 M16 소총보다 더 크다.